# Maurice en Katia Krafft

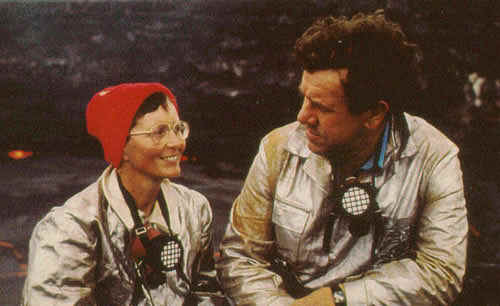
Katia en Maurice Krafft op de vulkaan Kilauea in 1990

Maurice Krafft (Guebwiller, 25 maart 1946 - Unzen, 3 juni 1991) en zijn vrouw Katia Conrad (Soultz-Haut-Rhin, 17 april 1942 - Unzen, 3 juni 1991) waren Franse vulkanologen die bekend zijn geworden door hun pionierswerk bij het vastleggen van vulkaanuitbarstingen op foto en film. Ze reisden tussen 1970 en 1991 de hele wereld rond om vulkanische uitbarstingen te observeren. Ze kwamen om tijdens een uitbarsting van de vulkaan Unzen in Japan toen ze in een pyroclastische stroom terechtkwamen.
Het werk van de Kraffts werd belicht in de documentairefilm Fire of Love door National Geographic die een grote hoeveelheid van hun opgenomen filmmateriaal met zowel foto's als interviews bevat.

## Begin
Katia en Maurice leerden elkaar kennen op de Universiteit van Straatsburg en trouwden in augustus 1970. Kort daarop begon hun carrière als vulkaanwaarnemers. Met beperkte middelen ondernamen ze een reis naar de Stromboli in Italië om er de uitbarstingen te fotograferen. Ze merkten dat er een grote behoefte bestond aan documentatie over vulkaanuitbarstingen, waardoor ze er hun beroep van maakten. Dat stelde hen in staat om de hele wereld rond te reizen.

## Loopbaan als vulkanologen
De Kraffts waren vaak de eersten die bij een vulkaanuitbarsting aankwamen, en ze werden hierom gerespecteerd en benijd door vele vulkanologen. Hun beelden van de gevolgen van vulkaanuitbarstingen speelden een belangrijke rol om medewerking te verkrijgen van lokale overheden, die geconfronteerd werden met vulkanische bedreigingen. Een voorbeeld hiervan was hun film over de gevolgen van de uitbarsting van de Nevado del Ruiz in Colombia, na het begin van activiteit van de vulkaan Mount Pinatubo in 1991. De Kraffts vertoonden hun film aan een groot aantal mensen, onder wie de Filipijnse president Corazon Aquino. Hierdoor raakten vele sceptici overtuigd van de noodzaak om het gebied te ontruimen, wat ook gebeurde.

## Uitbarsting van de Mount Unzen
In juni 1991 kwamen zij, tijdens het filmen van een uitbarsting van de Unzen, in een pyroclastische stroom terecht. Ze werden samen met 41 Japanse journalisten ogenblikkelijk gedood.
Maurice is erom gekend dat hij op zondag 2 juni, op de vooravond van zijn dood, in een video had gezegd dat hij nooit bang was, want hij had in 23 jaar zoveel uitbarstingen gezien dat zelfs als hij morgen zou sterven, het hem niets kon schelen.

## Filmografie
- Volcans d‘Europe, (Europese vulkanen).
- Volcans d‘Asie, (Aziatische vulkanen).
- Volcans d‘Afrique, (Afrikaanse vulkanen).
- Les plus beaux volcans du monde, (Mooiste vulkanen van de wereld).
- L‘Homme face aux Volcans, (Mensen tegenover vulkanen).

## Publicaties (in het Frans)
- Maurice Krafft: Guide des volcans d’Europe. Delachaux et Niestlé, Neuchâtel, 1974
- Katia en Maurice Krafft: À l’assaut des volcans, Islande, Indonésie. Presses de la Cité, Paris, 1975, ISBN 2-261-00190-8
- Katia en Maurice Krafft: Les Volcans. Draeger-Vilo, Paris, 1975
- Katia en Maurice Krafft: La Fournaise, volcan actif de l’île de la Réunion. Éditions Roland Benard, Saint-Denis, 1977
- Katia en Maurice Krafft: Volcans, le réveil de la Terre. Hachette-Réalités, Paris, 1979, ISBN 2-01-005430-X
- Katia en Maurice Krafft: Dans l’antre du Diable – volcans d’Afrique, Canaries et Réunion. Presses de la Cité, Paris, 1981, ISBN 2-258-00904-9
- Maurice Krafft: Le Monde merveilleux des volcans. Paris, Hachette-Jeunesse, 1981
- Maurice Krafft: Questions à un vulcanologue – Maurice Krafft répond. Hachette-Jeunesse, Paris, 1981
- Katia en Maurice Krafft: Volcans et tremblements de terre. Les Deux Coqs d’Or, Paris, 1982, ISBN 2-7192-0204-5
- Katia en Maurice Krafft: Volcans et dérives des continents. Hachette-Réalités, Paris, 1984
- Maurice Krafft: Les Volcans et leurs secrets. Nathan, Paris, 1984
- Katia en Maurice Krafft: Les plus beaux volcans, d’Alaska en Antarctique et Hawaï. Solar, Paris, 1985
- Katia en Maurice Krafft: Volcans et éruptions. Hachette-Jeunesse, Paris, 1985
- Katia en Maurice Krafft: Les Volcans du monde. Éditions Mondo, Vevey-Lausanne, 1986
  - Duitse uitgave: Die Vulkane der Welt. Vertaald door Robert Schnieper, zonder ISBN
- Katia en Maurice Krafft: Objectif volcans. Nathan Image, Paris, 1986, ISBN 2-7382-0555-0
- Maurice Krafft en Roland Benard: Au cœur de la Fournaise. Éditions Nourault-Bénard, Orléans, 1986
- Katia en Maurice Krafft, François-Dominique de Larouzière: Guide des volcans d'Europe et des Canaries. Delachaux et Niestlé, Neuchâtel, 1991, ISBN 978-2-603-01155-3
- Maurice Krafft: Les Feux de la Terre, Histoire de volcans, collection „Découvertes Gallimard / Sciences et techniques” (n° 113), Gallimard, Paris, 2003, ISBN 978-2-07-042900-4